# Casa Brunet (Constantí)
La Casa Brunet és una obra de Constantí (Tarragonès) protegida com a Bé Cultural d'Interès Local.

## Descripció
L'edifici de la societat el Casino es compon d'una planta baixa més dos plantes pis. Es tracta d'un edifici d'estil modernista. Actualment a la planta baixa hi ha el bar i al primer pis hi ha la sala cultural de la societat.

## Història
L'any 1928 s'obrí un cafè amb el nom Caja Rural de Crédito, però tothom l'anomenava el Casino. L'edifici tenia sala d'esbarjo i els diumenges s'hi feia ball amb gramola i s'hi projectava cinema mut.
La part recreativa del Casino és l'entitat que ha tingut més continuïtat al llarg de la història de l'associacionisme del poble.